# Liste von Persönlichkeiten der Stadt Civitavecchia
Diese Liste von Persönlichkeiten der Stadt Civitavecchia enthält Persönlichkeiten, die dort geboren wurden. Sie erhebt keinen Anspruch auf Vollständigkeit.

## Bis 1900
- Cornelius († 253), Bischof von Rom und Heiliger
- Vincenzo Maria Strambi (1745–1824), Bischof von Macerata-Tolentino und Heiliger
- Gaudenzio Comi (≈1749–≈1790), Komponist
- Vincenzo Pucitta (1778–1861), Komponist
- Luigi Calamatta (1801–1869), Kupferstecher, Zeichner und Ritter der Ehrenlegion
- Alberto Guglielmotti (1812–1893), Marinehistoriker
- Aristide Baghetti (1874–1955), Schauspieler
- Guglielmo Nasi (1879–1971), General

## 1901–1950
- Ferruccio Vignanelli (1903–1988), Organist, Cembalist und Musikpädagoge
- Vittorio Tamagnini (1910–1981), Boxer
- Eugenio Scalfari (1924–2022), Journalist, Schriftsteller und Politiker
- Franco Angioni (* 1933), General und Politiker
- Giulio Saraudi (1938–2005), Boxer
- Giovanni Bramucci (1946–2019), Radrennfahrer
- Roldano Simeoni (* 1948), Wasserballspieler
- Marcello Del Duca (* 1950), Wasserballspieler

## Seit 1951
- Marco Galli (1957–1988), Wasserballspieler
- Pino Quartullo (* 1957), Schauspieler, Drehbuchautor und Filmregisseur
- Giuseppe Petito (* 1960), Radrennfahrer
- Dionisio Lequaglie (* 1963), Beachvolleyballspieler
- Silvio Branco (* 1966), Boxer
- Gianluca Branco (* 1970), Boxer
- Roberto Petito (* 1971), Radrennfahrer
- Roberto Calcaterra (* 1972), Wasserballspieler
- Alessandro Calcaterra (* 1975), Wasserballspieler
- Raffaele Giammaria (* 1977), Autorennfahrer
- Manuele Blasi (* 1980), Fußballspieler
- Luigi Sestili (* 1983), Radrennfahrer